# Les Étangs
Les Étangs település Franciaországban, Moselle megyében. Lakosainak száma 412 fő (2022. január 1.). Les Étangs Condé-Northen, Courcelles-Chaussy, Glatigny, Hayes, Retonfey, Sainte-Barbe és Silly-sur-Nied községekkel határos.

## Népesség
A település népességének változása:
| Lakosok száma | 274  | 296  | 277  | 394  | 387  | 400  | 401  | 399  | 397  | 412  |
|               | 1968 | 1982 | 1990 | 2006 | 2013 | 2015 | 2017 | 2019 | 2020 | 2022 |